# Palacio Sara Braun

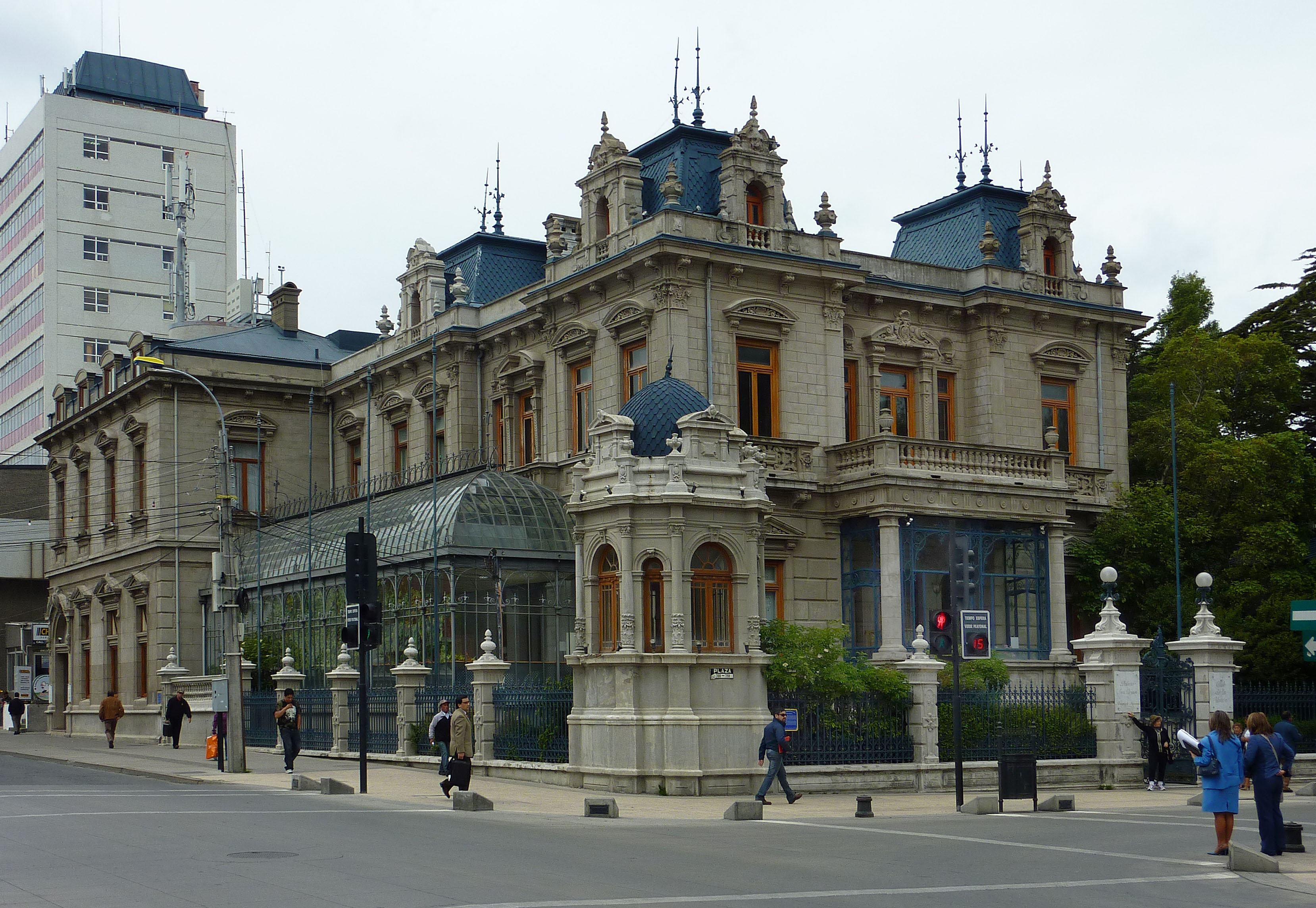
Palacio Sara Braun.

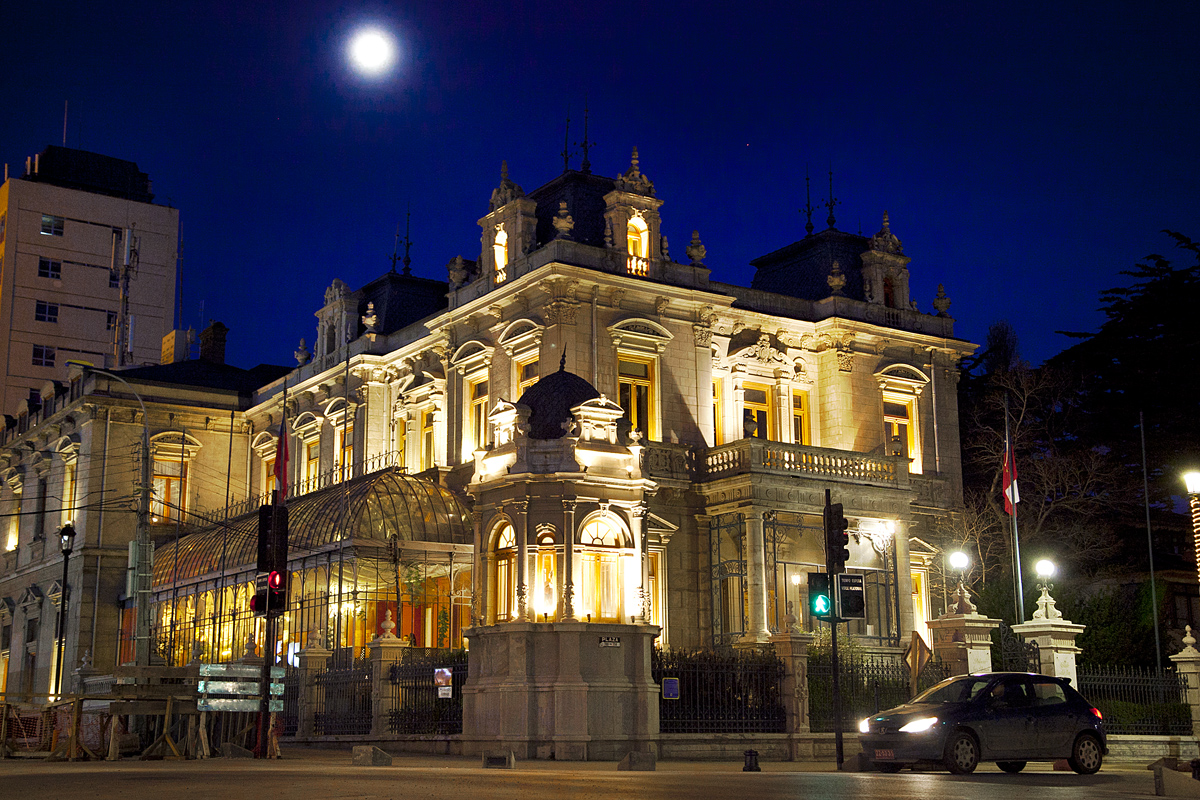
Palacio Sara Braun de noche

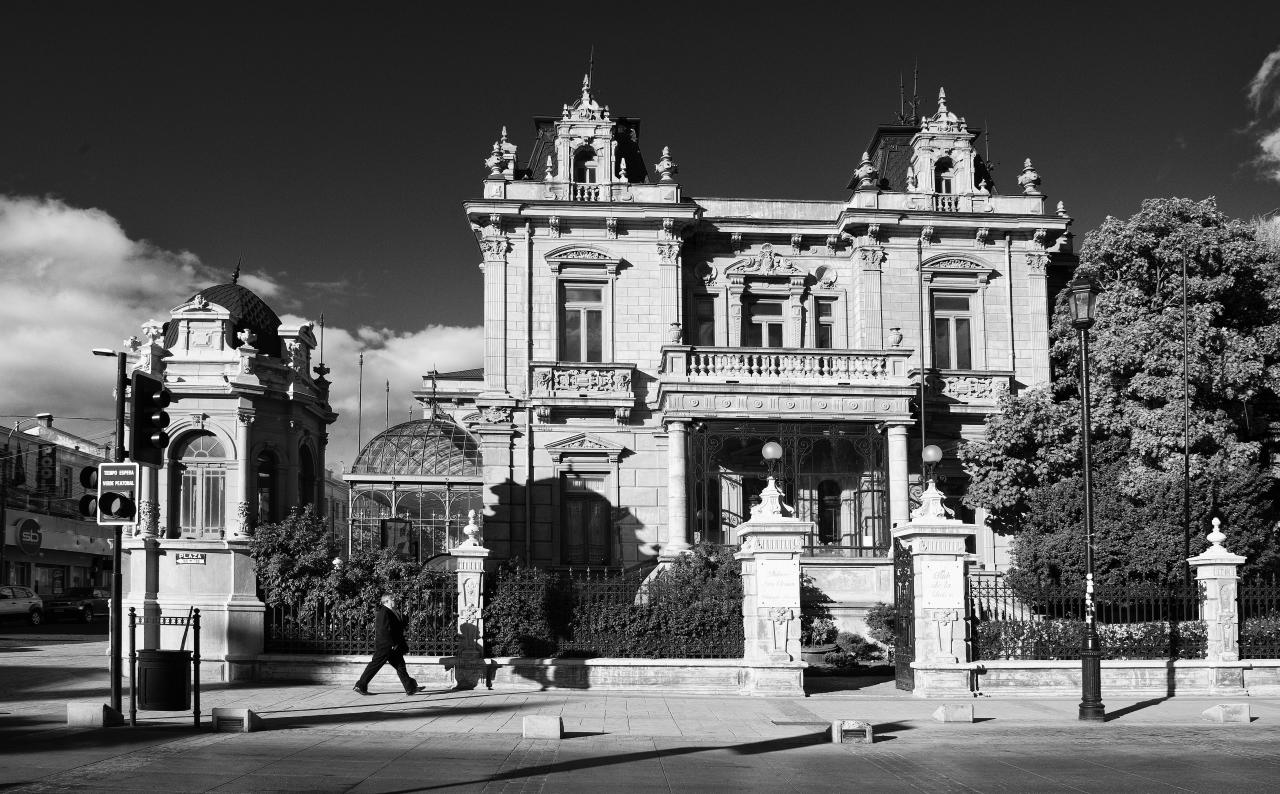
Palacio Sara Braun.

El Palacio Sara Braun es un histórico inmueble de la ciudad chilena de Punta Arenas. Está ubicado frente a la reconocida Plaza Muñoz Gamero. Fue construido entre 1895 y 1905 con el diseño del arquitecto francés Numa Mayer. En 1981 fue declarado monumento histórico por el Consejo de Monumentos Nacionales.

## Historia
Elías Braun junto a su familia, compuesta por él, su esposa Sofía Hamburguer y sus hijos Sara y Moritz (Mauricio), llegaron a la ciudad de Punta Arenas en 1873, debido a una política de fomento de la inmigración europea aplicada por el presidente José Joaquín Pérez. Antes de viajar a la Patagonia, los Braun vivieron en Talsen, Curlandia, parte en ese entonces del Imperio ruso (actualmente, parte de Letonia). Aunque pertenecían al grupo étnico de alemanes del Báltico, la élite de la región, la religión judía de ellos los hacía vulnerables a los pogromos que ocurrían en territorio ruso, por lo que decidieron emigrar a América.
Sara Braun Hamburguer contrajo matrimonio en 1887 con el exitoso empresario portugués José Nogueira, el cual había labrado una gran fortuna gracias a las actividades navieras, la caza de lobos marinos y la ganadería ovina, de la cual fue uno de los pioneros fundando años más tarde la Sociedad Explotadora de Tierra del Fuego. Cuando Nogueira falleció debido a una tuberculosis en 1893, Sara pasó a administrar la gran herencia, ocupando parte de ella en la construcción de su hogar.

Sara Braun escogió al arquitecto francés Numa Mayer para diseñar su futura vivienda, el cual trazó los planos siguiendo los cánones del gusto imperante en el París de fines del siglo XIX. La exuberancia del palacio contrastaba con las sencillas viviendas particulares de la zona en esos tiempos. 

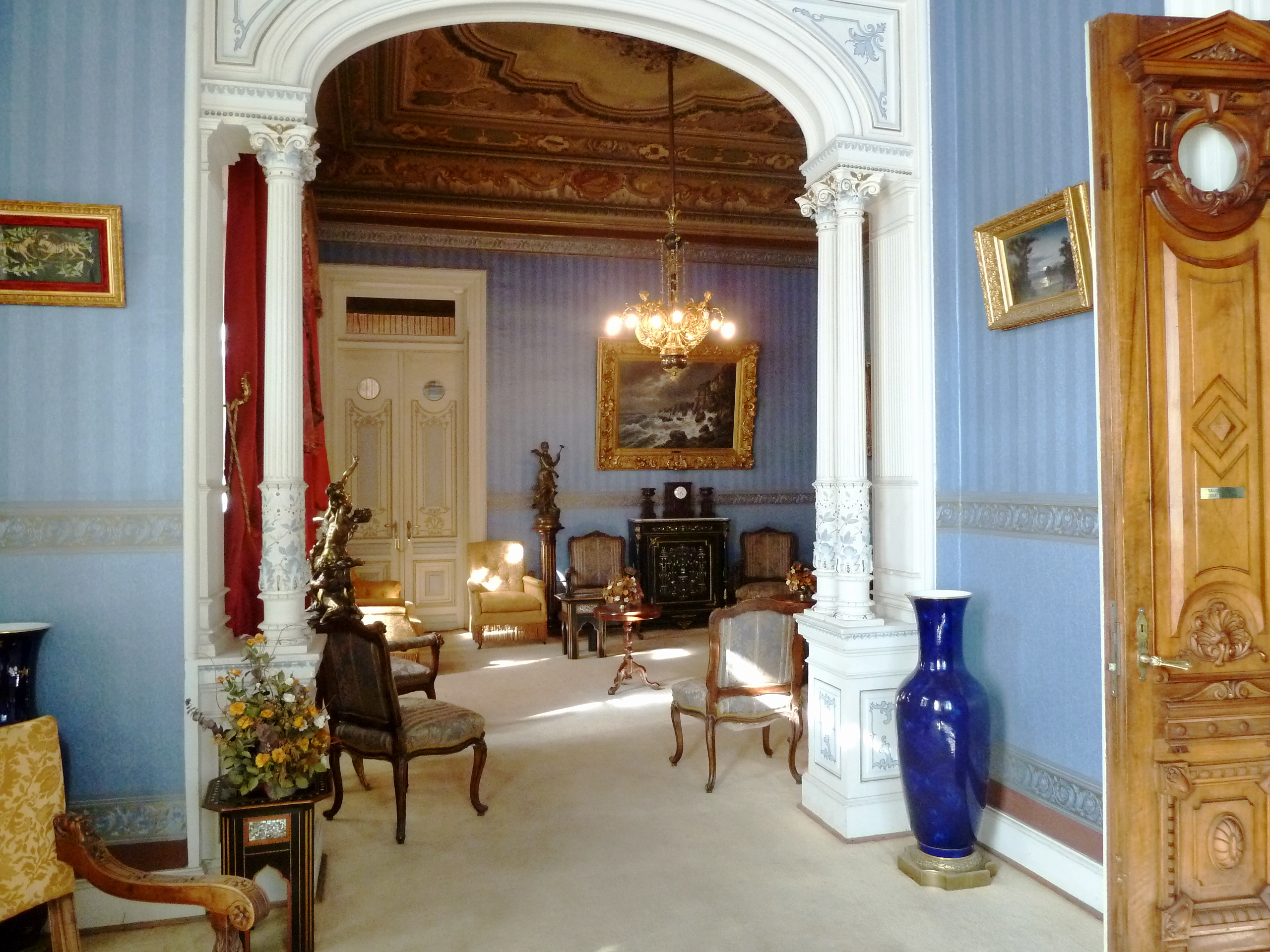
Interior del Palacio Sara Braun, donde Braun y su familia vivieron en Punta Arenas.

Cuando falleció Sara Braun en 1955 la mansión quedó en manos de sus sobrinos, los cuales vendieron gran parte de los muebles. Al año siguiente fue adquirida por el Club de la Unión. En 1992 pasó a ser el Hotel José Nogueira que ocupa sus dependencias hasta la actualidad.
A lo largo del tiempo, se ha transformado para muchos en la construcción más característica de Punta Arenas, destacándose por su bello entorno, con la Plaza Muñoz Gamero y los edificios que la circundan, que también fueron declarados monumento nacional.
Actualmente el palacio es ocupado por el hotel, además de ser la sede del Club de la Unión de Punta Arenas y por el Restaurant La Taberna.

## Características
La construcción es de estilo neoclásico y generoso ornato. La mansión es de dos pisos, y fue construida en mampostería de ladrillo, sobre cimientos de piedra. La armadura de la techumbre es de madera, cubierta con fierro galvanizado con textura de escamas. Los materiales, muebles y objetos de decoración fueron traídos desde territorio europeo.
En el primer piso se encuentra la sala de música, el salón dorado, el comedor y la sala de billar, mientras que en la segunda planta se ubican los dormitorios y la biblioteca.
La fachada principal presenta un pórtico con columnas que al sobresalir genera en el segundo piso una terraza acotada por balaustres. Por el poniente, la construcción tiene adosado un jardín de invierno, de estructura metálica. Por el oriente, un gran boínder prolonga hacia el parque circundante una espaciosa sala de música. Las cuatro esquinas de la techumbre están rematadas por faldones que sostienen ventanas de mansardas de profuso ornato. El interior del inmueble se conserva parte del refinado alhajamiento original.